# تلوين تسيل-نلسن

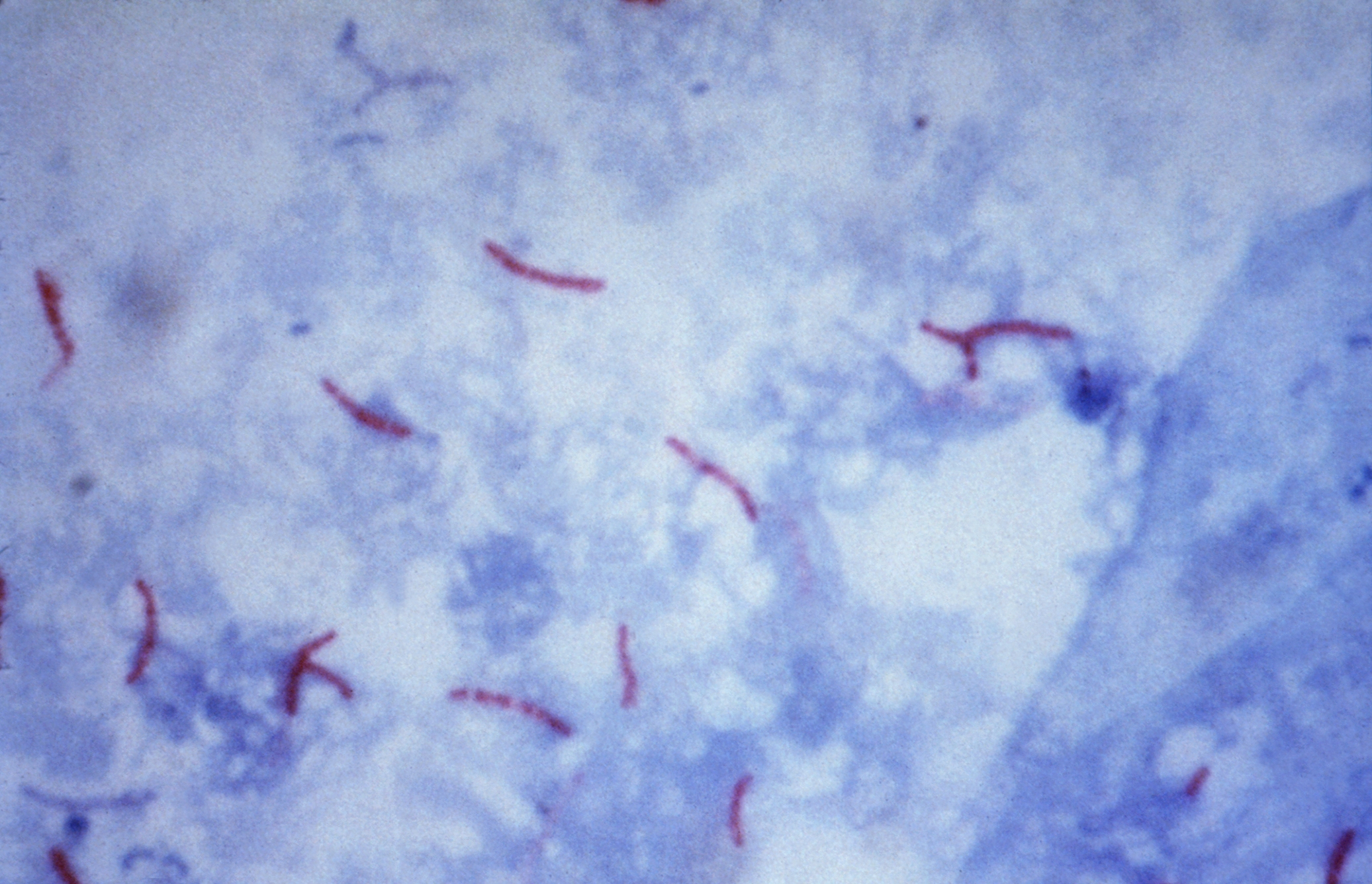
تلوين تسيل-نلسن تظهر به المتفطّرة السلّية

تلوين تسيل-نلسن أو صبغة تسيل-نلسن (بالإنجليزية: Ziehl–Neelsen stain)‏، أو تلوين صامد للحَمض أو الصبغ الصامد للأحماض (بالإنجليزية: Acid fast stain)‏، هو تلوين وصفه للمرة الأولى الطبيبان الألمانيان: اختصاصي الجرثوميّات فرانس تسيل (1859 حتى 1926) واختصاصي الباثولوجيا فردريخ نلسن (1854 حتى 1894). يُستخدم هذا التلوين في علم الجراثيم لاستعراف الكائنات الحيّة الصامدة للحمض، بالأساس فصيلة المتفطّرات. المتفطّرات السلية هي المجموعة الأهم لأنها المسؤولة عن مرض السلّ. أنواع متفطرات أخرى متعلقة بأمراض بشرية هي المتفطرات الجذامية، المتفطرات الكنزاسية، المتفطرات البحرية، وبعض أعضاء المتفطرات الطيرية. تحتوي الكائنات الصامدة للحمض، مثل المتفطّرات، على كميات كبيرة من المواد الدهنية داخل جدار الخلية تدعى الحوامض الميكولية. هذه الحوامض لا تتفاعل مع طرق تلوين الاعتيادية مثل صبغة غرام.

## شرح آلية العمل
- في البداية، يصبغ الكاربول فوكسين جميع الخلايا.
- عندما يتم إزالة اللون بواسطة حمض الكحول، يزول اللون فقط من الجراثيم غير الصامدة للحمض لأنها لا تملك طبقة دهون سميكة وشمعية مثل الجراثيم الصامدة للحمض.
- عند إضافة التلوين المباين، فتُصبغ الجراثيم غير الصامدة للحمض وتصبح زرقاء اللون تحت المجهر، أما الجراثيم الصامدة للحمض فتحافظ على لون الكاربول فوكسين وتظهر باللون الأحمر.